# Nishida Kitaro
Nishida Kitaro (n. 18 mai 1870 - d. 7 iunie 1945) a fost un călugăr și gânditor japonez, care a folosit metodele filosofiei occidentale ca mijloc de articulare a operei zen.

## Biografie
S-a născut în apropiere de Kanazawa, ca fiu al unui profesor și a unei mame adepte a școlii Jodo (Budismul Țării Pure). Cu toate că nu a fost un adept al nici uneia dintre școlile filosofiei occidentale, Nishida este influențat în concepțiile sale de Hegel, filosof a cărui operă a aprofundat-o în timpul studiilor la Universitatea din Tokyo. Angajat profund în meditația vieții, el afirma în jurnalul său: “Voi fi un cercetător al vieții. Zen înseamnă muzică, zen înseamnă artă, zen înseamnă mișcare…”. Nishida, considerat cel mai mare filozof japonez al acestui secol, a căutat mijloacele cu care să rezolve problema care l-a preocupat de-a lungul întregii sale vieți: găsirea unui cadru conceptual pentru experiența furnizată de zen.
Când David A. Dilworth a scris despre opera lui Nishida, nu a menționat cartea de debut în clasificarea lui utilă. În această carte numită Zen no kenkyū (O cercetare asupra binelui), Nishida scrie despre experiență, realitate, bine și religie. Filosoful japonez arată că forma cea mai profundă a experienței este experiența pură. Nishida analizează gândirea, voința, intuiția intelectuală și experiența pură. Conform viziunii lui Nishida, precum și conform esenței înțelepciunii orientale, căutăm armonia în experiență, unitatea.